# Dschabal Mohsen
Dschabal Mohsen (arabisch جبل محسن Dschabal Muhsin, DMG Ǧabal Muḥsin) ist ein Stadtteil der libanesischen Hafenstadt Tripolis. Dort wohnen vor allem Alawiten.
Dschabal Mohsen ist die Residenz des langjährigen Alawitenführers Ali Eid.